# Bagnols-sur-Cèze
Bagnols-sur-Cèze är en kommun i departementet Gard i regionen Occitanien i södra Frankrike. Kommunen ligger i kantonen Bagnols-sur-Cèze som tillhör arrondissementet Nîmes. År 2022 hade Bagnols-sur-Cèze 18 124 invånare.

## Befolkningsutveckling
Antalet invånare i kommunen Bagnols-sur-Cèze
Referens:INSEE